# مالية ومصرفية
العلوم المالية والمصرفية (بالإنجليزية: Banking and Finance)‏ العلوم المالية والمصرفية هو تخصص من تخصصات إدارة الأعمال، يهدف لإكساب طالب المالية لدراسة وفهم الأسواق المالية والإدارية وشركات الأسهم وأسواق المال، والطالب الذي يدرس هذا التخصص يكون متمكنا من جانبين:
1. الحصول على المعرفة العامة بما يخص أمور المحاسبة وإدارة الأعمال.
2. الحصول على المعرفة العميقة بما يخص عمليات الاستثمار والعمل المصرفي بالإضافة إلى تمكنه من القيام بالعمليات الحسابية المعقدة الخاصة بعمليات الاستثمار والتداول بالأسهم والأوراق المالية.

كما يكون الدارس لهذا التخصص قادرا بشكل مبدئي على التعامل مع المشتقات المالية (المستقبليات، الخيارات، وغيرها)، كما يكون ملما بشكل بسيط بعملية الهندسة المالية والخاصة بعمليات بناء أدوات مالية جديدة وتحسينها، ويلم أيضا بالأسواق المالية وكيفية عملها، وارتباطاتها وتأثيرها.